# Академия Рансона
Академия Рансона (фр. Académie Ranson; 1908—1955) — академия художеств, основанная французским художником Полем Рансоном в 1908 году в Париже.

## История
Первоначально Академия находилась на ул. Анри Монье в IX округе, а затем переехала на Монпарнас, на улицу Жозефа Бара.
20 февраля 1909 года основатель Академии скончался, и Академию возглавила Мари-Франсуа Рансон.
В 1914 году началась Первая мировая война, что сказалось на судьбе Академии, в частности, на её посещаемости. Тем не менее, учреждение продолжало существовать. После 1918 года Академия Рансона вновь перешла в привычный режим и пополнилась новыми преподавателями, многие из которых — Роже Бисьер, Поль Вьера, Жюль-Эмиль Зингг и т. д. — были её выпускниками.
В 1931 году вдова Рансона передала управление Академией молодому скульптору швейцарского происхождения Гарриету фон Чуди Сересолю. Во время Второй мировой войны и оккупации Парижа Академия вновь почти перестала функционировать. Работа была восстановлена в 1951 году, но продолжалась всего четыре года: в 1955 году из-за нехватки средств Академию пришлось закрыть.

## Контингент
В Академии, помимо самого Рансона, преподавали такие именитые французские художники, как Поль Серюзье, Морис Дени, Кер-Ксавье Руссель, Феликс Валлотон, Аристид Майоль, Эдуар Вюйар. Все они были выходцами из художественной группы «Наби», придерживались стилей постимпрессионизма, неоимпрессионизма и фовизма. Несмотря на то, что группа распалась в 1905 году, художники оставались дружны между собой и в дальнейшем объединились в качестве профессоров Академии Рансона. Среди натурщиц Академии Рансона была Кончетта, позировавшая таким мэтрам, как Эдгар Дега и Огюст Роден («Поцелуй»; совместно с К. Клодель).

### Известные ученики
- Бисьер, Роже
- Буржуа, Луиза
- Виейра да Силва, Мария Элена
- Громер, Марсель
- Гудиашвили, Ладо
- Зельман
- Изер, Иосиф
- Липшиц, Жак
- Манесье, Альфред
- Пагава, Вера
- Френе, Роже де ла
- Щекатихина-Потоцкая, Александра